# Херцберг, Юдит
Юдит Херцберг (нидерл. Judith Frieda Lina Herzberg; род. 4 ноября 1934, Амстердам) — нидерландская поэтесса и драматург.

## Биография
Родители (отец — адвокат, историк и писатель Абель Херцберг) были интернированы в лагерь Вестерборк, а затем переведены в Берген-Бельзен, освобождены в 1945 британской армией. Юдит, её старшие сестра и брат в это время скрывались от нацистов в деревне. После войны Юдит училась в амстердамском лицее Монтессори, высшего образования не получила. Дебютировала стихами в 1961. Лауреат ряда литературных премий, в частности, престижной Нидерландской (2018).
Живёт в Нидерландах и в Израиле, куда эмигрировали её сестра и брат.

## Творчество
Помимо стихов, автор драм, сценариев, книг эссеистики, переводов и адаптаций для сцены с древнегреческого (Троянки Еврипида), французского (Дама с камелиями Дюма-сына), норвежского (Ибсен), шведского (Стриндберг) и др.

## Произведения

### Стихи
- 1963 — Морская почта/ Zeepost
- 1968 — Beemdgras
- 1970 — Vliegen
- 1971 — Strijklicht
- 1971 — 27 liefdesliedjes
- 1975 — Ethooi, антология
- 1980 — Botshol
- 1983 — De val van Icarus
- 1984 — Dagrest
- 1984 — Twintig gedichten
- 1987 — Zoals
- 1994 — Doen en laten. Een keuze uit de gedichten, антология
- 1996 — Wat zij wilde schilderen
- 1998 — Landschap
- 1999 — Bijvangst
- 2004 — Soms vaak
- 2007 — Zijtak
- 2008 — Het vrolijkt

### Драмы
- 1974 — Dat het 's ochtends ochtend wordt. De deur stond open. Twee toneelstukken
- 1982 — Leedvermaak (экранизирована в 1989)
- 1985 — En/of
- 1986 — Merg
- 1986 — De kleine zeemeermin, по сказке Андерсена Русалочка
- 1991 — Een goed hoofd
- 1988 — De Caracal. Een monoloog
- 1989 — Kras
- 1991 — Teksten voor toneel en film. 1972—1988 (драмы и сценарии 1972—1988)
- 1995 — Rijgdraad
- 1997 — De Nietsfabriek
- 1998 — Een golem
- 2000 — Lieve Arthur
- 2004 — Thuisreis

### Сценарии
- 1975  Rooie Sien
- 1977 Twee vrouwen (по роману Харри Мюлиша Две женщины)
- 1979 Mevrouw Katrien
- 1981 Charlotte. Dagboek bij een film (дневник съемок фильма Шарлотта по сценарию Херцберг о Шарлотте Саломон)
- 2001 Qui vive (номинация на премию Нидерландского КФ Золотой телец за лучший сценарий художественного фильма)
- 2009 Happy End

## Признание
Стихи и драмы Юдит Херцберг переведены на многие европейские языки. Ей присуждены крупнейший нидерландские премии Яна Камперта за драматургию и поэзию (1980, 1981), Йоста ван ден Вондела (1984), Константейна Хёйгенса (1994), Питера Хофта (1997) и др.